# Liste der denkmalgeschützten Objekte in Bělá nad Radbuzou
Grundlage dieser Liste der denkmalgeschützten Objekte in Bělá nad Radbuzou ist die ÚSKP-Liste (Ústřední seznam kulturních památek České republiky, deutsch Zentrale Liste der Kulturdenkmäler der Tschechischen Republik), die von der tschechischen Denkmalschutzbehörde NPÚ (Národní památkový ústav, deutsch Nationale Denkmalbehörde) seit 1987 geführt wird und an die seit dem Jahr 1850 geschaffenen Listen anschließt.

## Denkmalgeschützte Objekte nach Ortsteilen

### Bělá nad Radbuzou
| Lage                                                                            | Objekt                                       | Beschreibung                                                         | ÚSKP-Nr.                  | Bild           |
| ------------------------------------------------------------------------------- | -------------------------------------------- | -------------------------------------------------------------------- | ------------------------- | -------------- |
| náměstí (Stadtplatz) (Standort)                                                 | Kirche der Schmerzhaften Mutter Gottes Maria |                                                                      | 14065/4-4742 Info Katalog | weitere Bilder |
| nahe Náměstí 200, beim Bezděkovský potok (deutsch: Pössigkauer Bach) (Standort) | Straßenbrücke                                | Straßenbrücke über den Bezděkovský potok (deutsch: Pössigkauer Bach) | 11092/4-5048 Info Katalog | Straßenbrücke  |
| nahe Nádražní 1, bei der Radbuza (Standort)                                     | Straßenbrücke, für Autoverkehr gesperrt      | Straßenbrücke mit sechs Statuen über die Radbuza                     | 33326/4-2033 Info Katalog | weitere Bilder |
| Dlouhá 66 (Standort)                                                            | Festung                                      |                                                                      | 10960/4-5041 Info Katalog | Festung        |

### Újezd Svatého Kříže
| Lage                              | Objekt    | Beschreibung                         | ÚSKP-Nr.                  | Bild           |
| --------------------------------- | --------- | ------------------------------------ | ------------------------- | -------------- |
| westlicher Ortsrand (Standort)    | Schloss   | Schloss mit Schlossmauer             | 29140/4-2252 Info Katalog | weitere Bilder |
| nordöstlicher Ortsrand (Standort) | Kirche    | Heiligkreuzkirche mit gotischem Chor | 41160/4-2253 Info Katalog | weitere Bilder |
| Újezd Svatého Kříže 40 (Standort) | Pfarrhaus |                                      | 30963/4-2254 Info Katalog | Pfarrhaus      |